# Giampiero Pastore
Giampiero Pastore (Salerno, 7 maggio 1976) è un ex schermidore italiano, specializzato nella sciabola.
È laureato in giurisprudenza ed esercita come avvocato. Nel 2020 è nominato, quale delegato del CONI, nella commissione incaricata di assegnare i vitalizi previsti dalla legge Giulio Onesti.

## Palmarès
In carriera ha conseguito i seguenti risultati:

### Giochi olimpici
Individuale
A squadre
- Argento nella sciabola ad Atene 2004
- Bronzo nella sciabola a Pechino 2008

### Mondiali
Individuale
A squadre
- Argento nella sciabola a Lisbona 2002
- Argento nella sciabola a Lipsia 2005
- Argento nella sciabola ad Antalia 2009
- Bronzo nella sciabola a San Pietroburgo 2007
- Bronzo nella sciabola a Catania 2011

### Europei
Individuale
- Bronzo nella sciabola a Plovdiv 2009

A squadre
- Oro nella sciabola a Plovdiv 2009
- Oro nella sciabola a Sheffield 2011
- Argento nella sciabola a Plovdiv 1998
- Argento nella sciabola a Mosca 2002
- Argento nella sciabola a Bourges 2003
- Bronzo nella sciabola a Bolzano 1999

### Universiadi
Individuale
- Argento nella sciabola a Pechino 2001

A squadre
- Oro nella sciabola a Sicilia 1997
- Argento nella sciabola a Pechino 2001

### Giochi del Mediterraneo
Individuale
- Oro nella sciabola a Bari 1997

### Campionati italiani
Individuale
- Oro nella sciabola a Conegliano Veneto 2002
- Argento nella sciabola a Torino 2006
- Argento nella sciabola a Siracusa 2010
- Bronzo nella sciabola a Udine 2005
- Bronzo nella sciabola a Tivoli 2009
- Bronzo nella sciabola a Bologna 2012

A squadre
- Oro nella sciabola a Bologna 1996
- Oro nella sciabola a Bari 1998
- Oro nella sciabola a Firenze 1999
- Oro nella sciabola a Livorno 2000
- Oro nella sciabola a Conegliano Veneto 2002
- Oro nella sciabola a Roma 2003
- Oro nella sciabola a Padova 2004
- Oro nella sciabola a Udine 2005
- Oro nella sciabola a Torino 2006
- Oro nella sciabola a Napoli 2007
- Oro nella sciabola a Jesi 2008
- Oro nella sciabola a Tivoli 2009
- Oro nella sciabola a Siracusa 2010
- Oro nella sciabola a Livorno 2011
- Oro nella sciabola a Bologna 2012

### Altri risultati
Mondiali cadetti
Individuale
- Argento nella sciabola a Denver 1993
- Bronzo nella sciabola a Bonn 1992

Coppa del mondo giovani
1995: 1º classificato